# Nil Filatov
Nil Fëdorovič Filatov, in russo Нил Фёдорович Филатов, (Penza, 16 aprile 1847 – Mosca, 26 gennaio 1902), è stato un medico e pediatra russo.
Conosciuto principalmente per aver descritto per primo il quadro clinico della cosiddetta quarta malattia (conosciuta anche come Malattia di Dukes e Filatov). Suo nipote fu Vladimir Filatov, celebre chirurgo sovietico.

## Biografia
Di origine aristocratica, ha ricevuto la sua istruzione iniziale in un istituto per la nobiltà, ed entrò in una scuola medica quando aveva 17 anni. Dopo essersi laureato presso l'Università statale di Mosca, iniziò la sua professione di medico continuando, però, a perfezionarsi in città quali: Vienna, Parigi, Berlino e in particolare a Praga sotto la guida di Johann Steiner. Dopo questi due anni passati in giro per l'Europa, tornò a Mosca, iniziando a lavorare e insegnare presso un ospedale pediatrico. Nel 1892 fu eletto presidente della neonata Società pediatrica di Mosca (e rieletto ogni anno, fino alla sua morte).